# Buan

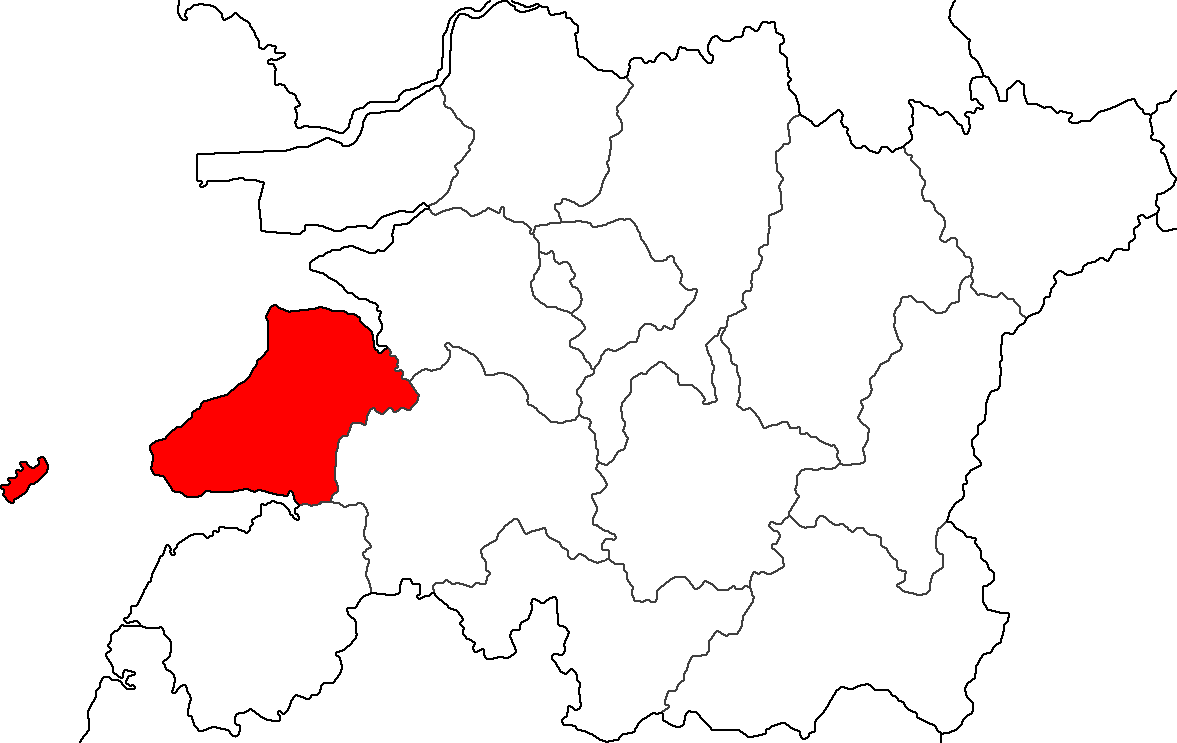
Lage des Landkreises in der Provinz Jeollabuk-do

Der Landkreis Buan (kor. 부안군, Buan-gun) befindet sich in der Provinz Jeollabuk-do und grenzt ans Gelbe Meer.
Im Jahre 1988 wurde der Byeonsan Nationalpark eingerichtet. Im Landkreis befinden sich der im Jahre 633 gebaute Tempel Naesosa.

## Administrative Gliederung
- Buan-eup (부안읍)

- Jusan-myeon (주산면)
- Dongjin-myeon (동진면)
- Haeng-an-myeon (행안면)
- Gyehwa-myeon (계화면)
- Boan-myeong (보안면)
- Byeonsan-myeon (변산면)
- Jinseo-myeon (진서면)
- Baeksan-myeon (백산면)
- Sangseo-myeon (상서면)
- Haseo-myeon (하서면)
- Jupo-myeon (줄포면)
- Wido-myeon (위도면)